# Патхаргхата
Патхаргхата (бенг. পাথরঘাটা, англ. Patharghata) — город на юге Бангладеш, административный центр одноимённого подокруга. Площадь города равна 18,31 км². По данным переписи 2001 года, в городе проживало 13 060 человек, из которых мужчины составляли 51,41 %, женщины — соответственно 48,59 %. Плотность населения равнялась 713 чел. на 1 км². Уровень грамотности населения составлял 50,7 % (при среднем по Бангладеш показателе 43,1 %). 